# Herbasse
L’Herbasse est une petite rivière française, affluent de l'Isère en rive droite, et donc sous-affluent du Rhône. L'Herbasse coule en région Auvergne-Rhône-Alpes, dans les départements de l'Isère et de la Drôme.

## Géographie
La longueur de son cours d'eau est de 40 km.
La rivière naît dans le département de l'Isère dans la forêt de Chambaran, commune de Roybon. Elle coule de manière générale vers l'ouest puis le sud-ouest. Elle conflue avec l'Isère en aval de Romans-sur-Isère au niveau de Beaumont-Monteux.

## Hydrologie
Le module de l'Herbasse a été calculé durant 25 ans à Clérieux. Il se monte à 1,49 m3/s pour une surface de bassin de 187 km2. La rivière présente des fluctuations saisonnières de débit liées à son régime pluvial, avec des hautes eaux d'hiver-printemps portant le débit mensuel moyen au niveau de 1,73 à 2,12 m3/s de novembre à mai inclus (avec un maximum en mars et un creux en janvier), suivies d'une baisse progressive jusqu'à l'étiage des mois de juillet et août, avec une baisse du débit moyen mensuel à 0,7 m3/s en août.
Le VCN3 peut chuter jusque 0,160 m3/s, en cas de période décennale sèche.
Les crues peuvent être importantes, malgré la petitesse du bassin de la rivière. En effet, le QIX 2 et le QIX 5 valent respectivement 47,3 et 78,8 m3/s. Le QIX 10 est de 99,7 m3/s, les QIX 20 et le QIX 50
n'ont pas été calculés.
Le débit instantané maximal enregistré à Clérieux est de 221 m3/s.
La lame d'eau écoulée dans le bassin versant de la rivière est de 254 millimètres annuellement, ce qui est moyen, assez nettement inférieur à la moyenne française, tous bassins confondus. Le débit spécifique (ou Qsp) se atteint 8,0 litres par seconde et par kilomètre carré de bassin.